# Coprosma fowerakeri
Coprosma fowerakeri là một loài thực vật có hoa trong họ Thiến thảo. Loài này được D.A.Norton & de Lange mô tả khoa học đầu tiên năm 2003.